# Rémy Peignot
Rémy Peignot (* 24. August 1924 in Paris; † 30. Dezember 1985 ebenda) war ein französischer Typograf und Grafiker.

## Leben und Werk
Rémy Peignot war der Enkel von Georges und der Sohn von Charles Peignot. Ab 1946 absolvierte Rémy Peignot in St. Gallen ein Praktikum bei der Druckerei Zollikofer AG. Später wurde er bei Rudolf Hostettler eingestellt und belegte Kurse an der Schule für Gestaltung St. Gallen. Peignot arbeitete anschließend in der Firma seines Vaters Deberny & Peignot. 1955 entwarf er die Schriftart Cristal, die als eine der ersten auf Typophane-Papier gedruckt werden konnte. Mit der neuen Technologie des Fotosatzes  und  einer Lumitypemaschine entwickelte er unverwechselbare typografische Kompositionen. Drei Jahre lang war er künstlerischer Leiter der Zeitschrift En Direct. Ab 1968 betrieb er eine eigene Firma.